# Kotlina Kaszgarska

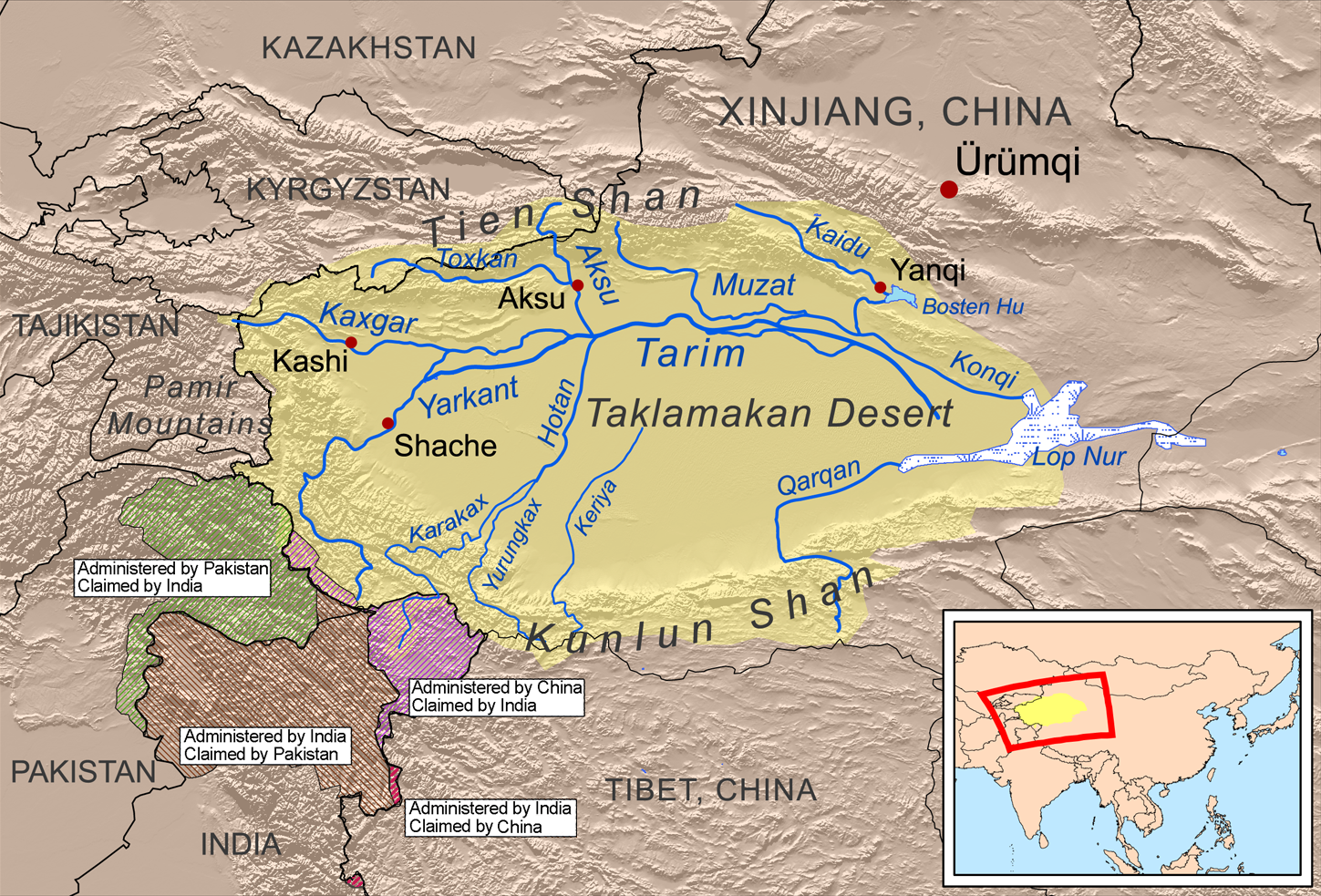
Kotlina Kaszgarska

Kotlina Kaszgarska, Kotlina Tarymska (chiń. 塔里木盆地; pinyin Tǎlǐmù Péndì; ujg. ‏تارىم ئويمانلىقى‎ Tarim Oymanliqi) – kraina geograficzna w Azji Centralnej, w zachodniej części Chin. Powierzchnia ok. 1 mln km².

## Geografia
Kotlina Kaszgarska jest wielkim bezodpływowym obszarem w centralnej części Azji, otoczonym wysokimi łańcuchami górskimi: od północy Tienszan, od zachodu Ałaj i Pamir, od południa Altun Shan i Kunlun. Tylko w kierunku wschodnim jest otwarta na wyżynne tereny pustyni Gobi.
Większą część Kotliny Kaszgarskiej zajmuje pustynia Takla Makan. Należy do najsuchszych obszarów na Ziemi. Na całym jej obszarze roczne opady nie przekraczają 50 mm, a w niektórych rejonach nawet 5 mm. W płn.-wsch. części pustyni występują pola wysokich wydm o względnej wysokości 150–300 m. Wiosną i wczesnym latem ponad pustynią wieją bardzo silne wiatry, powodujące burze piaskowe, podczas których chmury pyłu transportowane są na odległość setek kilometrów. Znikome opady, brak zasilania przez rzeki i zasypywanie przez lotne piaski sprawiają, że wnętrze pustyni jest całkowicie pozbawione roślinności. Obrzeża kotliny kontrastują z jałową pustynią. Chociaż opady są tam niewiele większe (do ok. 100 mm), tereny te zajmują urodzajne trawiaste równiny. Zbudowane są z materiału skalnego naniesionego z okolicznych gór przez liczne rzeki. Rzeki te, chociaż początkowo niosą dużo wody, nikną w piaskach pustyni. Tylko największe z nich, jak Tarym o długości ok. 2000 km i Czerczen-daria (527 km), uchodzą do bezodpływowych jezior na obszarze kotliny (Lob-nor). Są wykorzystywane do nawadniania pól uprawnych.
Klimat krainy oscyluje pomiędzy umiarkowanym ciepłym kontynentalnym a suchym bądź skrajnie suchym.
Szatę roślinną reprezentują formacje stepowa i półpustynna, niemniej jednak na wielkich połaciach pustyni Takla Makan brak jakiejkolwiek roślinności.

## Historia
Kotlina Kaszgarska mogła być jednym z ostatnich obszarów Azji zasiedlonych przez człowieka. Warunkuje to otoczenie przez góry, a także suchość klimatu, która sprawiała, że niemożliwe było mieszkanie w niej bez systemów irygacyjnych o pewnym zaawansowaniu. Najstarszymi śladami osadnictwa są znajdowane w różnych miejscach mumie, z których najstarsze pochodzą z okresu 2100–1700 r. p.n.e. Przez wiele lat pochodzenie mumii wiązano z Tocharami, jednak opublikowane w 2021 roku badania genetyczne wskazują, że pochodzą one z lokalnej odizolowanej społeczności.
Tocharowie przybyli do Kotliny prawdopodobnie na przełomie trzeciego i drugiego tysiąclecia p.n.e. przez Kotlinę Dżungarską. Po osiedleniu się w Kotlinie Kaszgarskiej nastąpił podział języka tocharskiego na warianty A i B. W pierwszej połowie II wieku p.n.e. zostali wyparci na zachód do Baktrii przez lud Xiongnu – być może ten sam, który później w Europie był nazywany Hunami.
Jedwabny szlak, jeden z najważniejszych traktów handlowych starożytnej Azji, przebiegał wzdłuż północnego krańca Kotliny Kaszgarskiej, doliną rzeki Tarym. Z Chin przewożono nim jedwab, żelazo i papier, a w drugą stronę podążały karawany obładowane złotem, bliskowschodnimi pachnidłami i roślinami uprawnymi. Szlak wiódł z Chin na Bliski Wschód oraz do Indii. Wzdłuż traktu w oazach powstawały bakczysaraje. Ów szlak stracił na znaczeniu wraz z opanowaniem tych terenów przez wojownicze ludy Azji Środkowej.

## Mieszkańcy
Chińczycy Han, inaczej niż na większości terytorium Chin, stanowią mniejszość. Najliczniejszą grupą etniczną są Ujgurzy. Ponadto mieszkają tam przedstawiciele ludu Hui, potomkowie koczowników przybyłych ze stepów Azji Środkowej, a na granicy zachodniej – Kirgizi i Tadżycy. Powszechnie wyznawaną religią jest islam, chociaż przez stulecia docierały tam także wpływy lamaizmu, konfucjanizmu i szamanizmu.

## Gospodarka
Głównym ośrodkiem gospodarczym jest Kaszgar, założony jeszcze w starożytności. Niegdyś była to ważna oaza na jedwabnym szlaku – głównej trasie karawanowej łączącej Chiny z Europą. Karawany podążające na wschód uzupełniały zapasy wody przed wkroczeniem na obszar pustyni Takla Makan, a zmierzające na zachód kupowały żywność i ciepłą odzież na przeprawę przez wysokie przełęcze Pamiru. Funkcje handlowe współcześnie mają bardziej lokalny charakter. Handluje się przede wszystkim żywnością, zwierzętami domowymi i wyrobami miejscowego rzemiosła. Duży targ, na który zjeżdżają rolnicy z całego regionu, odbywa się co sobotę na nadrzecznych łąkach. Tradycyjnym zajęciem mieszkańców Kaszgaru jest również rzemiosło. Na tyłach wielu sklepów ulokowanych przy wąskich ulicach wokół rynku działają warsztaty, w których wytwarza się m.in. odzież, meble, instrumenty muzyczne, dywany i ceramikę. Słabo rozwinięty przemysł nastawiony jest na obsługę okolicznego rolnictwa. Są to oczyszczalnie bawełny, fabryki przemysłu spożywczego, skórzanego i produkujące sprzęt rolniczy.
Na przedpolu gór i wokół oaz rozwija się rolnictwo. Do jego najważniejszych działów należy hodowla. Duże stada owiec, bydła i koni dostarczają surowców dla przemysłu skórzanego i spożywczego. Ze zbóż uprawia się głównie pszenicę. Do innych ważnych upraw należą: bawełna (na sztucznie nawadnianych plantacjach) oraz drzewa owocowe: jabłonie, morela zwyczajna, granatowiec właściwy i inne. W niektórych oazach prowadzi się z powodzeniem hodowlę jedwabników.